# Tinytrema bondi
Tinytrema bondi is een spinnensoort uit de familie Trochanteriidae. De soort komt voor in New South Wales, Victoria en Tasmanië.